# بلاغوفيشتشينسك (مقاطعة أمور)
بلاغوفيشتشينسك (بالروسية: Благовещенск) هي إحدى مدن روسيا في الكيان الفدرالي الروسي أمور أوبلاست. يبلغ عدد سكانها حوالي 640101 نسمة.
تقع مدينة بلاغوفيشينسك على نهر آمور عند مصب نهر زيي، وتبعد عن العاصمة موسكو مسافة حوالي 7990 كم. ومساحتها أكثر من 350 كيلومترا مربعا وتعداد نفوسها حوالي 640 ألف نسمة. وهي مركز مقاطعة ومدينة حدودية وميناء مهم على نهري آمور وزيي ومحور مهم للنقليات.
تأسست المدينة عام 1856 بعد أن نضجت الظروف لتحديد ملكية الضفة اليسرى لنهر آمور، ولأجل ذلك كان لا بد من اتخاذ الإجراءات اللازمة لتثبيت السلطة الروسية في هذه المنطقة. وكانت أول دفعة من العسكريين الروس قد وصلت إلى المكان قوامها 500 شخص عملت على تقطيع الأشجار وتحضير المكان لبناء المساكن للقادمين. وتبع ذلك وصول مجموعة من القوزاق الذين القيت على عاتقهم حماية المجموعة الأولى والمستودعات واستقبال مجاميع القادمين لاحقا. في عام 1858 شيدت أول كنيسة وفي نهاية السنة نفسها أمر الإمبراطور ألكسندر الثاني باستحداث مقاطعة آمورسك وأصبحت المدينة مركزا لها. وبهذا أصبحت المدينة حصنا روسيا على نهر آمور.
صدر في عام 1865 أمر يسمح بموجبه للأفراد باستخراج الذهب في مقاطعة آمورسك. أدى هذا الأمر إلى تطور المدينة وازدياد نفوسها واستمر هذا الوضع حتى ثورة أكتوبر عام 1917 وإقامة السلطة السوفيتية هناك. ولم يقتصر تطور المدينة على قطاع استخراج الذهب فحسب، بل شمل أيضا القطاع الزراعي والحيواني وكذلك تطور قطاع الصناعة، ففي عام 1888 كان في المدينة مصنعان للميتالورجيا ومصنع لبناء السفن ومصنع لعيدان الثقاب و 5 مطاحن كبيرة وورشات صناعية عديدة وازداد تعداد نفوسها حتى وصل في بداية القرن العشرين إلى أكثر من 80 ألف نسمة. وأصبحت المدينة بنهاية القرن الـ 19 ميناء نهريا ضخما ومركزا صناعيا كبيرا. في عام 1913 ربطت المدينة بخط سكك الحديد. ومع بداية القرن العشرين توسعت المدينة كثيرا وافتتحت فيها مدارس للبنين والبنات وشيدت كنيسة الثالوث الأقدس وكاتدرائية القديس نيقولاي وكاتدرائية البشارة وغيرها، تبلغ عدد مباني المدينة في هذا الوقت أكثر من 5000 مبنى وفيها أكثر من 200 متجر ومسرح وكان فيها 51 مؤسسة تعليمية مختلفة وعدد من دور السينما.
بعد إقامة السلطة السوفيتية في المدينة تمكنت قوات جمهورية الشرق الأقصى بمشاركة قوات الأنصار من طرد القوات اليابانية من أراضي هذه المقاطعة. في عام 1922 انضمت هذه الجمهورية إلى جمهورية روسيا السوفيتية حيث استمر تطور المدينة باعتبارها مدينة ساحلية وأصبحت مركزا تجاريا كبيرا وأُنشئت فيها مؤسسات صناعية وتعليمية وثقافية وصحية جديدة.
انطلقت من هذه المدينة في نهاية الحرب الوطنية العظمى عام 1945 القوات السوفيتية نحو قواعد القوات اليابانية في منشوريا وتمكنت منها. بعد انتهاء العمليات الحربية ضد اليابان استمر تطور المدينة وتوسعها حيث أنشئت فيها مؤسسات صناعية جديدة ومطار وتم تجديد الميناء وأقيم جسر جديد على نهر زيي وأزيلت المباني السكنية القديمة وشيدت مكانها عمارات سكنية حديثة متعددة الطوابق وأنشئت الساحات العامة وبنيت المدينة الجامعية والملاعب والمنشآت الرياضية والفنادق العديدة وأقيم حول المدينة سد من الخرسانة المسلحة لحمايتها من الفيضانات.
كانت مدينة بلاغوفيشينسك حتى عام 1990 مدينة مغلقة ليس فقط بوجه الأجانب، بل وحتى بوجه مواطني الاتحاد السوفيتي باستثناء الذين يحصلون على دعوات خاصة من قريب أو صديق مقيم في المدينة. وبعد أن أصبحت المدينة في مطلع التسعينات مفتوحة أمام مواطني روسيا والسياح الأجانب افتتحت فيها متاجر جديدة و-سست فيها شركات تجارية وتعاونيات مختلفة. ومن العوامل الأساسية التي ساعدت على تطور المدينة تجاريا وازدهارها هو استحداث «سوق آمور» الذي تساهم فيه إضافة إلى الشركات الروسية شركات من الصين وكوريا واليابان ودول أخرى.
إن بلاغوفيشينسك مدينة حدودية وعصرية ولها علاقات تجارية مع دول عديدة من آسيا وأوروبا والأمريكيتين وبلدان رابطة الدول المستقلة.
قررت الحكومة الروسية عام 2010 بناء مطار (سفوبودني) الفضائي على بعد 200 كم. من المدينة لإطلاق الصواريخ والسفن الفضائية. وعلى أثر هذا القرار أصبحت المدينة ذات شهرة عالمية وازدادت الاستثمارات الأجنبية فيها.
تتمركز في المدينة العديد من المؤسسات الصناعية الضخمة منها مصانع الميتالورجيا ومصنع عيدان الثقاب (1899) ومصنع إنتاج معدات مناجم الذهب وآخر لإنتاج الأجهزة والمعدات الكهربائية ومصانع الصناعات الخفيفة ومواد البناء والمواد الغذائية وغيرها.
توجد في المدينة مؤسسات تعليمية وعلمية عديدة منها جامعة العلوم التربوية وأكاديمية العلوم الطبية وجامعة الشرق الأقصى للعلوم الزراعية وغيرها إضافة إلى وجود فروع لجامعات ومعاهد عليا وأيضا معاهد مهنية متوسطة ومدارس للموسيقى والفنون وغيرها. كما تعمل في المدينة بعض معاهد للدراسات العلمية مثل معهد بحوث الصويا ومعهد بحوث العلوم البيطرية ومعاهد تابعة لفرع سيبيريا لأكاديمية العلوم الروسية كما توجد المكتبات العامة، حيث أن أول مكتبة عامة في المدينة افتتحت عام 1859.
كما يوجد في المدينة عدد من المسارح والمتاحف والمتنزهات والحدائق والساحات العامة وحديقة الحيوانات مثل مسرح الدراما (1883) ومسرح الدمى وغيرها ومتحف تاريخ المنطقة (1891) ومتحف الاتصالات وكذلك قاعات اللوحات الفنية ودور السينما والنوادي الثقافية والاجتماعية والرياضية.
اكتشفت في ؛واسط القرن الماضي ضمن حدود المدينة مقبرة للديناصورات تزيد مساحتها عن 10 آلاف متر مربع وسمك طبقتها أكثر من مترين. وهذه المقبرة من المعالم التي تقع تحت حماية السلطات الفيدرالية وتقع في الجزء الجنوبي – الشرقي من المدينة. أول هيكل عظمي لديناصور جمع في هذه المقبرة ويعرض حاليا في متحف الجيولوجيا بمدينة بطرسبورغ، كما جمعت هياكل أخرى تعرض في متاحف روسية مختلفة. أول اكتشاف لعظام الديناصورات حصل عام 1902 على ضفاف نهر آمور الفاصل بين روسيا والصين. حاليا يساهم بعمليات التنقيب والبحث إضافة إلى علماء المتحجرات من روسيا علماء من بلجيكا أيضا. لقد تم خلال الفترة منذ اكتشاف هذه المقبرة وحتى الآن جمع هياكل عديدة للديناصورات التي كانت تجول في هذه المناطق قبل 65 مليون سنة.
من المعالم الأخرى في المدينة قوس النصر الذي أقيم عام 1891 احتفاء بقدوم وريث العرش الروسي الأمير نيقولاي الذي أصبح لاحقا القيصر نيقولاي الثاني. تعرض هذا المعلم إلى أضرار كبيرة بسبب الفيضان. ولكن أجريت عليه عمليات الصيانة والترميمات اللازمة استمرت سنوات عديدة و-نجزت عام 2005.
توجد في المدينة معالم تاريخية ومعمارية عديدة منها مبنى متحف تاريخ المنطقة ومبنى مسرح الدراما ومبنى كنيسة الكاثوليك ودير الثالوث الأقدس للرهبان ودير الراهبات ومساكن من القرن الـ 19 وغيرها.